# 李𥙿
李𥙿（880年代—905年3月17日）是唐昭宗的長子，母何皇后。
本名李祐，封德王；後改名李𥙿，封皇太子；再改名李缜，登基稱帝；退位改封濮王，將名字改回李𥙿。
李祐生年不详，从其父生年推断（867年－904年），他可能生于880年代或892年之前。本被封為德王。
唐昭宗为躲避凤翔节度使李茂贞作乱，投奔镇国军节度使韩建。韩建趁机罢去领兵的宗室诸王的兵权，后又将他们诛杀。为了改善和昭宗的关系，他请求昭宗立太子。寧四年（897年）二月，李祐被立为皇太子，改名李𥙿，母何淑妃被立为皇后。五月，韩建上书请求置师傅教导太子、诸王。昭宗于是以太子宾客王牍为诸王侍读。韩建曾想请昭宗游幸南庄，趁机拥立李𥙿为帝。其父韩叔丰对他说：“你只是陈、许间一介田夫，遭遇时乱，蒙天子厚恩到此，欲以两州百里之地行大事，我不忍见灭族之祸，不如先死！”于是哭了。李茂贞及宣武军节度使朱全忠都想发兵迎天子，韩建有些恐惧，于是作罢。
后来昭宗与李茂贞讲和，回京。光化三年（900年）四月，何皇后与太子拜谒太庙。十一月，唐昭宗醉后亲手杀了几个宦官、侍女，宦官神策军左中尉刘季述因而图谋废立。当天，昭宗打猎夜归，何皇后遣李𥙿还邸，李𥙿遇到刘季述，被留在紫廷院。第二天刘季述挟持李𥙿，带兵逼唐昭宗禅让帝位给李𥙿。何皇后闻讯赶到，说服昭宗就范。昭宗退位，李𥙿登基，改名李缜；昭宗、何皇后被尊为太上皇、太上皇后，被软禁于东宫少阳院，改称问安宫，每日只从窗中送饭。
光化四年（901年）正月，宰相崔胤及神策军军官孙德昭、董彦弼、周承诲发动政变诛杀刘季述等，昭宗復辟，恢复李缜原名李𥙿，降为德王。曾改封濮王，天复三年（903年）二月，昭宗为褒赏宣武军节度使朱全忠，欲任命一皇子为诸道兵马元帅，朱全忠为副。因李𥙿年长，昭宗有意任他为诸道兵马元帅，但崔胤按朱全忠的意思，因李𥙿胞弟辉王李祚年幼易利用，坚请任李祚，最后李祚被任为诸道兵马元帅。
朱全忠因李𥙿俊秀且年长而厌恶他，常想除掉他，曾通过崔胤请求昭宗以篡位为由杀之。但昭宗一直予以保全，问朱全忠是否有此事，朱全忠否认。后来昭宗被朱全忠胁迫迁都洛阳，又对朱全忠心腹枢密使蒋玄晖哭诉“德王是朕的爱子，为什么全忠总要杀他”，朱全忠因而怀恨。天祐元年（904年），朱全忠弑昭宗，矫诏立李祚为皇太子，改名李柷，继位为帝。二年（905年）二月，李𥙿等随哀帝、何太后于长乐门外祭昭宗完毕回宫。当月，李𥙿及其弟八人被朱全忠命蒋玄晖借设宴之机缢杀于九曲池，尸体投入池中。
因不是正常登基、在位短且为刘季述傀儡，李𥙿通常不被认为正统意义上的唐朝皇帝。

## 年號
王應麟《玉海》記載唐濮王有天壽年號。鍾淵映《歷代建元考》認為此濮王即魏王李泰。孫光憲《續通曆》記載朱溫擁立唐昭宗子濮王李紃為帝，改元天壽；司馬光《資治通鑑》認為濮王李紃即德王李𥙿。李崇智《中國歷代年號考》認為諸書並無濮王建年號之事，王應麟所記亦為傳聞謬誤。